# Bahnhof Winden (Pfalz)
Der Bahnhof Winden (Pfalz) ist der Bahnhof der rheinland-pfälzischen Gemeinde Winden (Pfalz). Er verfügt über drei Bahnsteiggleise. Der Bahnhof liegt im Verbundgebiet des Karlsruher Verkehrsverbundes (KVV) und gehört zur Tarifzone 550. Im Zuge eines 1996 vereinbarten Übergangstarifs werden jedoch ebenfalls Karten des Verkehrsverbundes Rhein-Neckar (VRN) anerkannt. Die Anschrift des Bahnhofs lautet Bahnhofstraße 17.
Er wurde am 26. November 1855 als Durchgangsbahnhof der Pfälzischen Maximiliansbahn Neustadt–Wissembourg eröffnet. Mit Eröffnung der Bahnstrecke Winden–Karlsruhe auf ihrer vollen Länge am 8. Mai 1865 und der Bahnstrecke Winden–Bergzabern am 13. April 1870 wurde er zum Knotenbahnhof. Nachdem der Maximiliansbahn-Abschnitt Winden–Wissembourg im Personenverkehr 1975 und der auf der Kurbadlinie 1981 eingestellt worden war, verlor er vorübergehend an Bedeutung, ehe beide Strecken 1995 beziehungsweise 1997 reaktiviert wurden. Das Empfangsgebäude steht unter Denkmalschutz.

## Lage

### Örtliche Lage
Der Bahnhof befindet sich am südöstlichen Ortsrand der Ortsgemeinde. Westlich von ihm verläuft zunächst parallel zu den Bahngleisen die örtliche Bahnhofstraße, um dann nach Nordost abzuschwenken. Westlich von ihr befindet sich halbkreisförmig die Straße Am Bahnhof, die in den 2000er Jahren im Zuge der Errichtung eines Neubaugebiets entstand. Zur selben Zeit wurden mehrere Gebäude im Bahnhofsbereich abgerissen. Östlich des Bahnhofs – ebenfalls parallel zu den Gleisen – befindet sich die Minfelder Straße, die hier identisch mit der Bundesstraße 427 ist. Letztere biegt in einem 90-Grad-Winkel nach links, um anschließend die Gleise zu unterqueren. Zwischen der Minfelder Straße und dem Bahnhof liegt ein Raiffeisen-Lagerhaus.

### Bahnstrecken
Die aus Neustadt kommende Pfälzische Maximiliansbahn verläuft im Bahnhofsbereich geradlinig von Nordnordost nach Südsüdwest. Die Bahnstrecke Winden–Karlsruhe verlässt den südlichen Bahnhofsbereich in einem großen Bogen in Richtung Osten. Die Kurbadlinie verläuft nach Norden zunächst gemeinsam mit der Maximiliansbahn, um danach in einem weiten Bogen nach Westen Richtung Bad Bergzabern zu gelangen.

## Geschichte

### Planung, Bau und Eröffnung der Pfälzischen Maximiliansbahn
Erste Überlegungen zum Bau der Bahnstrecke gehen bis ins Jahr 1829 zurück. Ursprünglich war geplant gewesen, innerhalb der damaligen Pfalz (Bayern) zuerst eine Bahnstrecke in Nord-Süd-Richtung in Betrieb zu nehmen. Vorgesehen war eine Magistrale von Straßburg nach Mainz, die ein linksrheinisches Gegenstück zu einer Linie von Mannheim bis Basel bilden sollte. Jedoch entstand stattdessen zunächst im Zeitraum von 1847 bis 1849 die in Ost-West-Richtung verlaufende Pfälzische Ludwigsbahn von der Rheinschanze (ab 1853: Ludwigshafen) nach Bexbach, die hauptsächlich dem Kohletransport diente.
Es gab heftige Diskussionen, ob eine Strecke am Gebirge von Neustadt über Landau nach Wissembourg (Elsass) oder eine Strecke am Rhein über Speyer, Germersheim und Wörth dringender und wünschenswerter sei. Vor allem das Militär bevorzugte die Streckenführung, die am Rand des Pfälzerwalds verlaufen sollte. Allerdings bewirkten die politischen Ereignisse des Jahres 1848, dass das Projekt zunächst zum Erliegen kam.
Im Januar 1850 erschien im damaligen Neustadt an der Haardt eine Broschüre, in der ein Schienenweg über Landau nach Weißenburg (französisch: Wissembourg) propagiert wurde und in der unter anderem mit der größeren Siedlungsdichte gegenüber den unmittelbar am Rhein gelegenen Orten argumentiert wurde. Die Entscheidung fiel im Jahr 1852 schließlich zu Gunsten der Gebirgslinie, nachdem im Vorjahr Gutachten und Untersuchungen eingeleitet worden waren. Am 3. November selben Jahres gab der damalige bayerische König Maximilian II grünes Licht für den Bau, indem er die Gründung einer Aktiengesellschaft genehmigte, die das Projekt in Angriff nahm.
Nachdem der Streckenabschnitt der „Pfälzische Maximiliansbahn“ genannten Strecke Neustadt–Landau bereits am 18. Juli 1855 eröffnet worden war, folgte der restliche Abschnitt bis Wissembourg am 26. November des Jahres. Betreiber war die eigens zu diesem Zweck gegründete Pfälzische Maximiliansbahn-Gesellschaft. Bereits in seiner Anfangszeit war der Bahnhof eine wichtige Zugkreuzungsstation, in der die Schnellzüge sich mit Kohlezügen kreuzten.

### Entstehung der Strecke nach Karlsruhe (1855–1864)
Bereits in den Folgejahren entstanden von Seiten der Pfälzischen Maximiliansbahn-Gesellschaft Pläne, eine in Winden von der Maximiliansbahn abzweigende Strecke in die badische Hauptstadt Karlsruhe zu errichten. Der Grund hierfür war der Optimismus, Kohle besser in das Großherzogtum Baden, das Königreich Württemberg und das übrige Königreich Bayern bringen zu können. Der bayerische Militär Karl Krazeisen, der zu dem Zeitpunkt Truppenkorpskommandant in der Pfalz war, betonte, eine solche Strecke sei darüber hinaus aus strategischen Gründen notwendig.

„Gleichwohl können wir nicht unterlassen, die Notwendigkeit einer Verbindungsbahn von Winden nach Karlsruhe zur Erleichterung der Kohlenversendungen nach Baden, Württemberg und dem jenseitigen Bayern anzuerkennen und zu bedauern, daß die zu Erlangung der Prioritätskonzession unsererseits eingeleiteten Schritte bis heute noch von keinem Erfolg begleitet waren.“

1859 erhielt sie vom Staatsministerium für Handel und öffentliche Arbeiten eine entsprechende Konzession. Dennoch gab es keine ungeteilte Zustimmung, Winden als Ausgangspunkt der geplanten Strecke nach Baden festzulegen. Widerstand kam jedoch von Seiten der Stadt Germersheim, die darauf drängte, stattdessen zuerst eine Bahnlinie über ihr Gebiet und von dort aus weiter nach Bruchsal zu bauen. Darüber hinaus kamen 1860 mehrere Vertreter südpfälzischer Gemeinden zusammen, die statt über Winden und Kandel für eine Streckenführung über Offenbach, Herxheim, Leimersheim und Leopoldshafen plädierten. Darüber hinaus wurde Rohrbach als Abzweigbahnhof in Erwägung gezogen. Dagen erhob jedoch die Stadt Bergzabern Einspruch, da sie verkehrstechnische Nachteile befürchtete. Mit Rücksicht auf die Bergzaberner Interessen wurde schließlich Winden als nächstgelegene Station zur Kurstadt als Abzweig festgelegt.
Bereits am 5. August 1862 erfolgte auf badischer Seite die Eröffnung der Maxaubahn genannten Strecke von Karlsruhe an das rechte Rheinufer beim Weiler Maxau. Am 14. März 1864 wurde der Abschnitt Winden–Maximiliansau freigegeben. Dadurch wurde Winden nach Schifferstadt (1847), Ludwigshafen (1853), Neustadt an der Haardt (1855) und Homburg (1857) der fünfte Eisenbahnknotenpunkt innerhalb der Pfalz. Ein Jahr später, am 8. Mai 1865, der Lückenschluss zwischen Maximiliansau und der Maxaubahn in Form der Brücke über den Rhein.

### Entstehung der Kurbadlinie
Im Zuge des Baus der Maximiliansbahn hatte sich Bergzabern darüber beschwert, nicht an das Schienennetz angeschlossen worden zu sein. Der Unmut verstärkte sich noch, nachdem die in Winden beginnende Maximiliansbahn-Zweigstrecke nach Karlsruhe geplant und schließlich eröffnet wurde. Insbesondere der Bergzaberner Gewerbeverein forderte vehement einen Eisenbahnanschluss und entsandte eigens hierfür im Oktober 1861 eine vierköpfige Deputation zur Abgeordnetenkammer nach München.
1862 entstanden die ersten Pläne für den Bau einer Eisenbahnstrecke, die in Winden von der Maximiliansbahn abzweigen und über Bergzabern, Dahn und Pirmasens bis nach Zweibrücken verlaufen sollte. Vor allem einen regen Güterverkehr nach Bergzabern erhoffte man sich vom Bau einer solchen Strecke. 1864 erteilte das bayerische Staatsministerium schließlich die Konzession für die Projektierung und Vermessung der Strecke. Am 21. September 1868 gab der bayerische König Ludwig II. die Erlaubnis für den Bau der Strecke.

### Weitere Entwicklung bis 1993
Bereits 1867 wurde die Strecke von Neustadt bis Winden zweigleisig ausgebaut, vor allem um den Anforderungen des mittlerweile gestiegenen Nord-Süd-Verkehrs gerecht zu werden. Diese Maßnahme geschah vor allem vor dem Hintergrund, dass die Bahnstrecken innerhalb der Pfalz durch die gute wirtschaftliche Situation in Europa vor allem vonseiten Preußens deutliche Konkurrenz in Sachen Fernverkehr zu befürchten hatte. Im Zuge des Deutsch-Französischen Kriegs erhielt der Abschnitt zwischen Winden und Wissembourg im Jahr 1871 ebenfalls ein zweites Gleis. In der Folgezeit wurde auf der Zweigbahn nach Karlsruhe auf dem Abschnitt bis Maximiliansau ein zweites Gleis in Betrieb genommen.
Angesichts der Tatsache, dass die Bahnhöfe Neustadt und Landau im Jahr Staats-Telegrafen-Stationen wurden, regte sich in Winden Unmut darüber, dass dies vor Ort bislang außen vor geblieben war. 1881 wurde der Bahnhof schließlich zur Telegrafenstelle erhoben.

„Wenn das reiche Bauerndorf Winden auch keine Schritte zur Erlangung eines Telegrafen tut, so dürfte sich doch die Handelskammer unserer Station annehmen.“

Nach dem Ende des Ersten Weltkrieges fiel der Endpunkt der Maximiliansbahn Weißenburg – nun wieder Wissembourg heißend – mit dem Elsass im Rahmen des Versailler Vertrages an Frankreich zurück. Dies hatte zur Folge, dass für Schnellzüge und für Personenzüge mit eingeschriebenem Gepäck in Winden fortan Zollkontrollen stattfanden.
Im Zuge von Reparationsleistungen nach dem Zweiten Weltkrieg verlor der Abschnitt Winden–Kapsweyer das zweite Gleis durch Demontage. 1975 wurde der Personenverkehr auf dem Maximiliansbahn-Abschnitt nach Wissembourg stillgelegt und 1981 auch auf der Kurbadlinie. Infolgedessen wurde das Gleis 1a, von dem aus die Züge nach Bad Bergzabern starteten, abgebaut. Im Zuckerrübenverkehr besaß der Bahnhof bis zu seiner Einstellung im Jahr 1993 auch eine große Bedeutung. Die Gütergleise östlich von Gleis 3 wurden anschließend abgebaut.

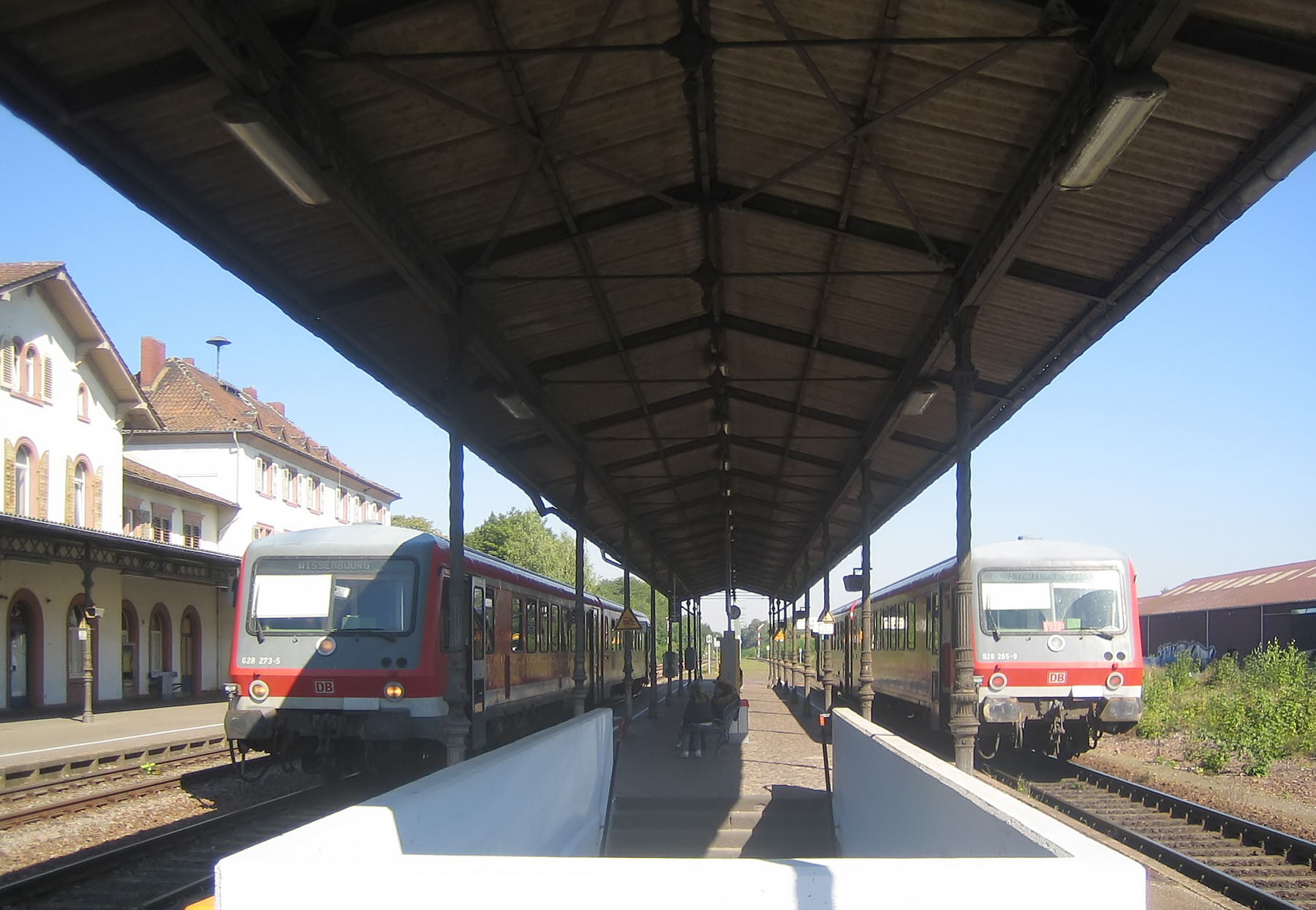
Zugkreuzung im Bahnhof im Jahr 2005

### Entwicklung seit 1994
Die Einführung des Rheinland-Pfalz-Takts 1994 führten erneut zu Veränderungen im Verkehrsangebot. Der Bahnhof wurde fortan im Stundentakt von einer Regionalexpress-Linie Karlsruhe–Winden–Neustadt (heute RE6) und einer Regionalbahnlinie Karlsruhe–Winden–Landau (später verlängert nach Neustadt, heute RB51) bedient. 1995 wurde der Personenverkehr auf der Kurbadlinie reaktiviert und im Stundentakt von der Regionalbahn RB54 bedient. Seit 1997 verkehren auch wieder Regionalbahnen nach Wissembourg in Form der RB53, die im Stundentakt Neustadt mit Wissembourg verbindet. Die Züge des RE6 und der RB54 bilden einen integralen Taktknoten zur Minute 30. Die Fahrpläne der RB51 und RB53 sind so aufeinander abgestimmt, dass sich eine Umsteigemöglichkeit in der Relation Wörth–Wissembourg ergibt.
Von 2005 bis 2007 wurde der Bahnhof von Winden modernisiert, indem die Bahnsteige erhöht und Fahrstühle installiert wurden.
Am 10. Januar 2012 entgleiste ein Zug kurz vor Erreichen des Bahnhof Winden, da eines seiner Drehgestelle aus dem Gleis sprang. Bei dem Vorfall selbst wurde niemand verletzt, jedoch bewirkte dies, dass der Zugverkehr für die Dauer von mindestens fünf Tagen unterbrochen war.
Für den Einsatz von Akkumulatortriebwagen im Pfalznetz ab Dezember 2026 wird eine Oberleitungsinselanlage über alle drei Bahnsteiggleise mit einer Gesamtlänge von rund 2950 Metern errichtet. Zudem sollen die beiden mechanischen Stellwerke durch ein Elektronisches Stellwerk ersetzt werden.

## Verkehr

### Personenverkehr
In Richtung Neustadt verkehren dreimal pro Stunde Züge, die stets auf Gleis drei abfahren. In der Gegenrichtung verkehren zwei Züge pro Stunde nach Karlsruhe und einer nach Wissembourg. Diese halten entweder auf Gleis eins oder auf Gleis zwei. Die stündlich verkehrenden Züge der Kurbadlinie RB 54 fahren von Gleis 2 ab. Ebenso verkehrt eine Buslinie nach Bad Bergzabern, die hauptsächlich die Dörfer, die abseits von der Kurbadlinie liegen, bedient.
Es verkehren die RE-Linie 6 Karlsruhe–Neustadt (hält im Regelfall unterwegs nur in Landau, Winden, Kandel und Wörth, im Berufsverkehr teilweise auch in Edenkoben, Karlsruhe-Knielingen, Karlsruhe-Mühlburg und Karlsruhe-West), die RB-Linie 51 Karlsruhe–Neustadt (hält, mit Ausnahme Karlsruhe Maxau und Maximiliansau Eisenbahnstraße, überall) und die RB-Linie 53 Neustadt–Wissembourg (hält, mit Ausnahme des Abschnitts zwischen Winden und Landau, überall).

### Güterverkehr

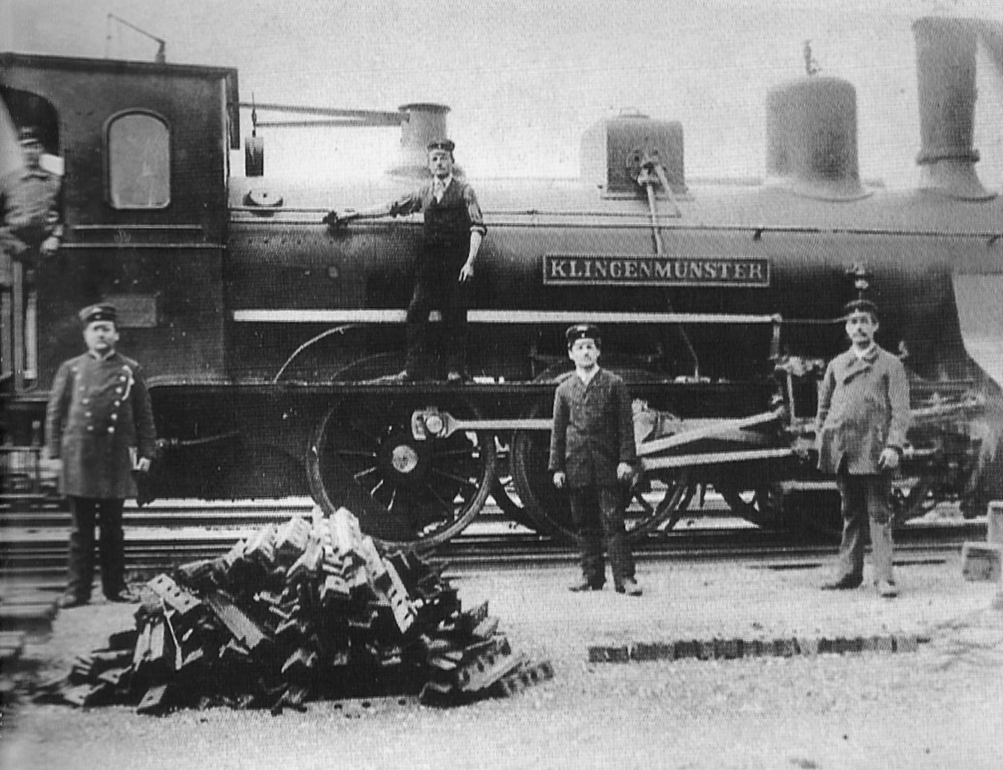
Güterzuglok der Baureihe G 2.II im Bahnhof Winden im Jahr 1889

In den ersten Jahren seines Bestehens wurde der Bahnhof vor allem von Kohlezügen der Relation Saargegend–Neustadt–Strasbourg–Basel durchfahren. Nach Eröffnung der Strecke nach Karlsruhe nahmen sie ebenfalls den Weg in Richtung Osten. Darüber hinaus hatte der Bahnhof im Güterverkehr vor allem durch die Verladung von Zuckerrüben eine große Bedeutung. Diese fand ausschließlich im Herbst statt. Im Dezember 1992 wurden die Zuckerrübentransporte jedoch eingestellt und die Gütergleise, die sich im östlichen Bahnhofsbereich befanden, abgebaut.

## Bauwerke

### Empfangs- und Nebengebäude
Das unter Denkmalschutz stehende Bahnhofsgebäude trägt die Adresse Bahnhofstraße 17/19/21. Der südliche Flügel, der die Hausnummern 19 und 21 trägt, wurde im Wesentlichen im Jahr 1855 errichtet und enthält unterschiedliche Bauteile des 19. Jahrhunderts. Der zweistöckige ältere Gebäudeteil mit Wartesaal Anbau hatte eine Grundfläche von 208 m² und kostete 11.689 Gulden. Im Obergeschoss befand sich die Verwalterwohnung. Wie auf allen Bahnhöfen von Maikammer bis Schaidt wurde auch hier neben dem Bahnhofsgebäude ein kleines Abtrittgebäude in einfacher Holzbauweise mit Schiefereindeckung errichtet.
Beim nördlichen Gebäudeteil – Hausnummer 17 – handelt es sich um einen dreigeschossigen Walmdachbau, der in der ersten Hälfte der 1920er Jahre entstand, wenngleich die drei südlichen Achsen im Erdgeschoss bereits zuvor entstanden waren. Es war bis 2017 in einem eher schlechten Zustand, dann begannen umfangreiche Renovierungsarbeiten.
Bei der Überdachung der Bahnsteige kamen Gusseisensäulen zum Einsatz, die selbst nach der Bahnhofsmodernisierung von 2005 bis 2007 erhalten blieben. Diese wurden vom Eisenberger Unternehmen Gienanth hergestellt.
Darüber hinaus besaß der Bahnhof ein größeres und ein kleineres Nebengebäude. Das größere befand sich nördlich des Empfangsgebäudes. Es dient inzwischen als Wohnhaus. Vor dessen Gleisseite lag das inzwischen abgebaute Stumpfgleis 1a für die Züge nach Bad Bergzabern. Das kleinere Nebengebäude wurde Ende der 2000er Jahre aufgrund seines schlechten Zustandes abgerissen. Südlich des Empfangsgebäudes liegt das ehemalige inzwischen funktionslose Toilettenhaus.

### Bahnsteige
| Gleis | Nutzbare Länge | Bahnsteighöhe | Aktuelle Nutzung                                                  |
| ----- | -------------- | ------------- | ----------------------------------------------------------------- |
| 1     | 177 m          | 55 cm         | Regionalexpress Richtung Karlsruhe                                |
| 2     | 177 m          | 55 cm         | Regionalbahnen Richtung Karlsruhe, Wissembourg und Bad Bergzabern |
| 3     | 177 m          | 55 cm         | Regionalbahn bzw. -express Richtung Neustadt                      |

### Stellwerke

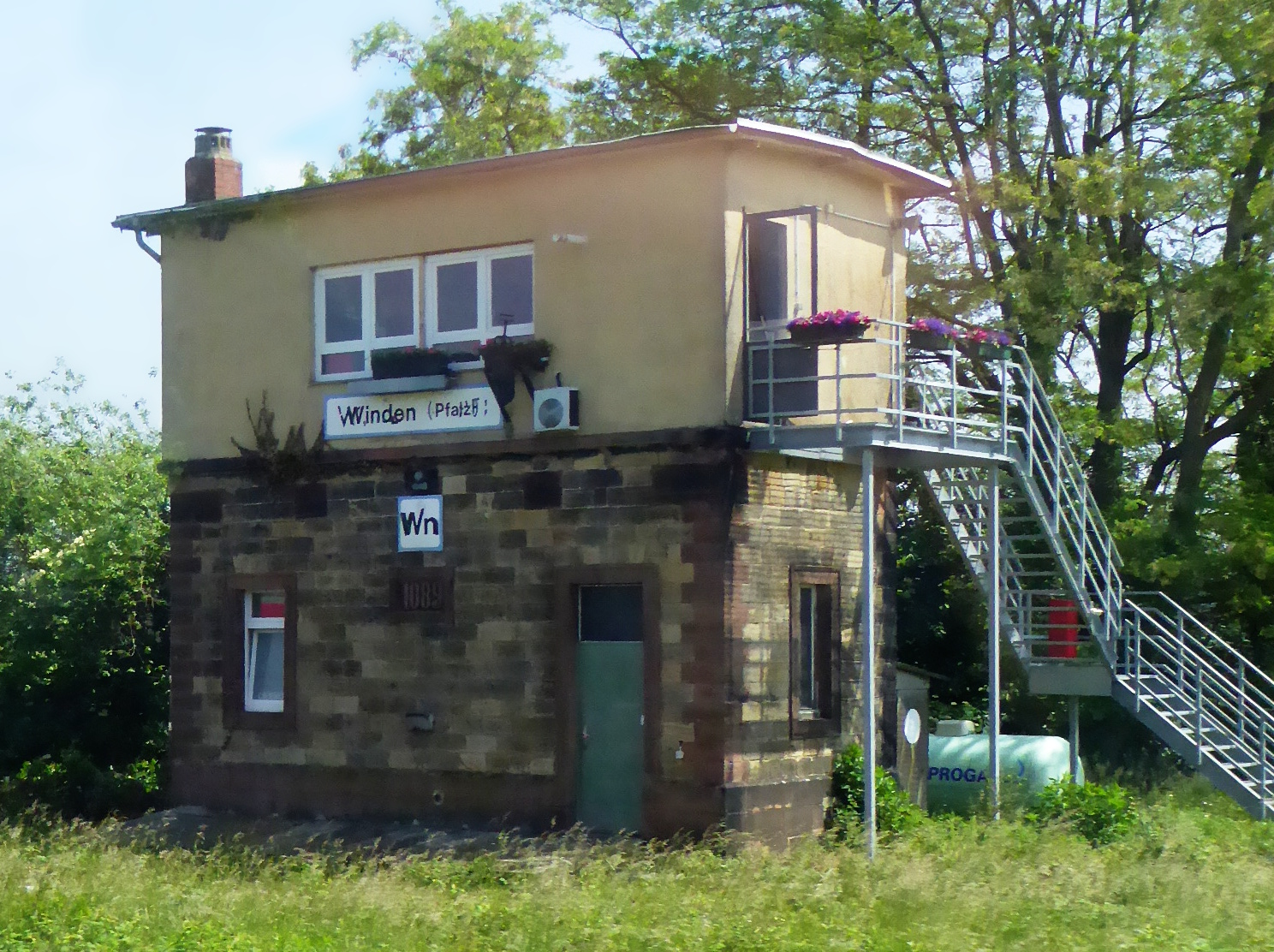
Wärterstellwerk Wn

Mit Stand 2023 besitzt der Bahnhof zwei mechanische Stellwerke. Im Süden des Bahnhofs befindet sich das Fahrdienstleiterstellwerk Wf, ein mechanisches Einheitsstellwerk aus dem Jahr 1964. Die Weichen und Signale im nördlichen Bahnhofskopf werden vom Wärterstellwerk Wn gestellt, ein Stellwerk der Bauart Bruchsal G aus dem Jahr 1899. Es ist geplant, die Stellwerke durch ein elektronisches Stellwerk zu ersetzen.